# Deportivo Saprissa SAD
Deportivo Saprissa S.A.D. (prije C.D. Saprissa) je kostarikanski nogometni klub iz San Joséa. Osnovan je 16. srpnja 1935. godine. S 29 naslova prvaka najuspješniji je klub kostarikanske nogometne lige.
Domaće utakmice igra na stadionu Ricardo Saprissa Aymá.
Saprissa je jedan od najuspješnijih klubova u CONCACAF-u osvojio je CONCACAF natjecanje tri puta 1993., 1995. i 2005. godine. Najuspješniji je klub u Srednjoj Americi nakon što je osvojio pet srednjoameričkih prvenstava 1972., 1973., 1978., 1998. i 2003. godine.
Godinu dana od 1. rujna 2007. do 31. kolovoza 2008. klub je bio 106. najbolja momčad na svijetu Međunarodne nogometne federacije povijesti i statistike, organizacije priznate od strane FIFA-e.
Jedan od najznačajnijih trenutaka u povijesti kluba dogodio se 2005. godine kada je postao prvi i zasad jedini klub iz CONCACAF-a koji je sudjelovao u FIFA Svjetskom klupskom prvenstvu, završivši na trećem mjestu.
Saprissa ima najviše nastupa u finalima prvenstva CONCACAF-a, tri puta ga je osvojio a četiri puta izgubio u finalu. Njihovih šest uzastopnih nacionalnih naslova od 1972. do 1977. je nacionalni rekord.
Klub je bio najbolji u Srednjoj i Sjevernoj Americi u 20. stoljeću prema IFFHS-u.

## Vanjske poveznice
- Službena stranica kluba